# 잘란브사르
잘란브사르(말레이어: Jalan Besar, 중국어: 惹兰勿刹, 문자 그대로 말레이어로 "큰 도로"이지만 "주요 도로"를 의미함)은 싱가포르의 일방통행 도로로 칼랑의 라벤더 거리와 로코르의 로코 운하 도로를 연결한다.

## 같이 보기
- 잘란브사르 스타디움